# Arses lorealis
El monarca del cabo York (Arses lorealis) es una especie de ave paseriforme de la familia Monarchidae endémica de las selvas húmedas del norte de la península del cabo York, en Australia.

## Taxonomía

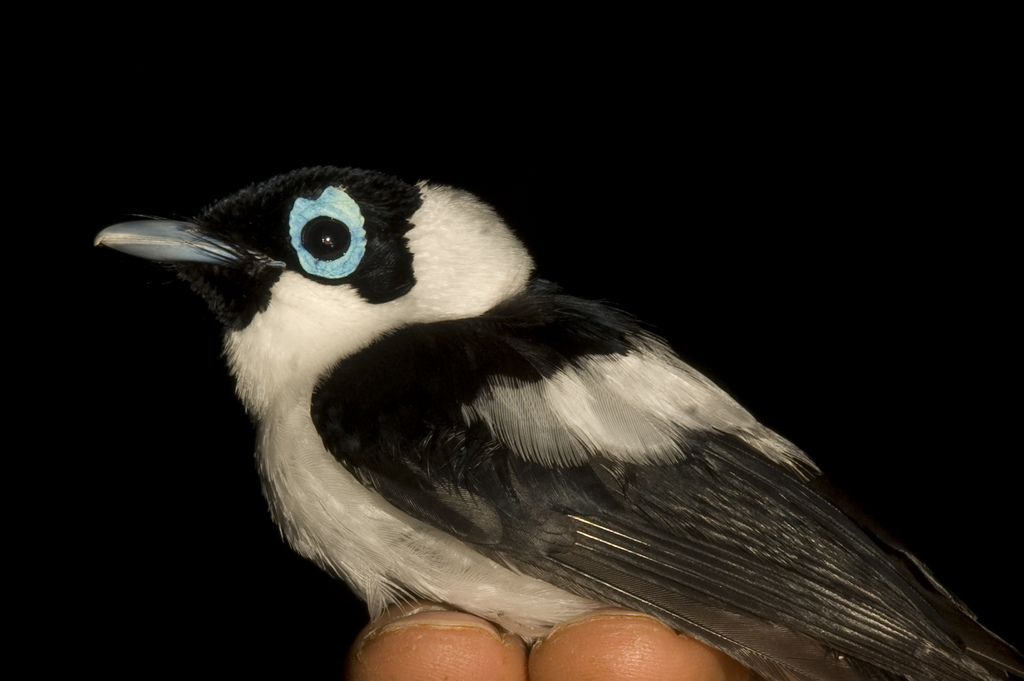
Frill-necked Monarch Arses lorealis profile. Mist netted at Cape York, Queensland, Australia.

El monarca del cabo York fue descrito en 1895 por el ornitólogo inglés Charles Walter De Vis, a partir de un espécimen recolectado por Kendall Broadbent ese año. Aunque había habido especímenes sin describir en el museo Macleay Museum de Sídney y el museo national de Melbourne veinte años antes. El primer huevo fue recolectado por H. G. Barnard el año siguiente en Somerset, cabo York en Queensland.
En el pasado fue considerado una subespecie del monarca elegante.

## Descripción
El monarca del cabo York mide unos 14 cm de largo, y las plumas de su cuello se pueden erguir formando una pequeña gola. El macho es predominantemente blanco y negro, y puede distinguirse del similar y más común monarca pío por su pecho totalmente blanco, mientras que el pío tiene una ancha banda negra en el pecho. El monarca del cabo York tiene la garganta, la nuca, los hombros, y el obispillo blancos, mientras que sus alas y cabeza son negros. Presenta un anillo ocular blanco y una carúncula de color azul intenso rodeándolo. Su pico es de color azul azulado claro y sus ojos oscuros. La hembra es similar, pero carece del anillo ocular blanco, tiene el lorum blanco y el pecho de tonos parduzcos.

## Distribución y hábitat
Se estiende desde el extremo norte de la península del cabo York hasta Weipa por el suroeste, y hasta los Montes de Hierro y Coen por el sureste. Su hábitat natural son los bosques húmedos tropicales.

## Comportamiento
Su época de cría es de noviembre a febrero, en la que crían una nidada. El nido tiene forma de cuenco poco profundo y está hecho con palitos y lianas, entretejidos con telas de araña y tiras de fibras vegetales, y decorado con líquenes. Suele estar situado en el rizo de una liana colgante, lejos del tronco y el follaje, de un árbol de gran tamaño, a una altura entre los 2–10 m del suelo. Suele poner dos huevos blanquecinos con tonos rosados con motas violetas y pardo rojizas que miden 19 mm x 14 mm.